# Георге Букур (борець)
Георге Букур (рум. George Bucur; нар. 16 листопада 1986) — румунський борець вільного стилю, багаторазовий переможець престижних міжнародних турнірів, призер чемпіонатів Європи серед кадетів та юніорів.

## Біографія
Боротьбою почав займатися з 1999 року. У 2003 році став срібним призером чемпіонату Європи серед кадетів. У 2006 здобув бронзову нагороду на юніорському чемпіонаті Європи.
Виступає за спортивний клуб «Стяуа» Бухарест. На літній Універсіаді 2013 року представляв Бухарестський екологічний університет.

## Спортивні результати на міжнародних змаганнях

### Виступи на Чемпіонатах світу
| Змагання                        | Збірна  | Вагова категорія          | Місце |
| ------------------------------- | ------- | ------------------------- | ----- |
| Чемпіонат світу з боротьби 2009 | Румунія | вільна боротьба, до 60 кг | 12    |
| Чемпіонат світу з боротьби 2010 | Румунія | вільна боротьба, до 60 кг | 25    |
| Чемпіонат світу з боротьби 2011 | Румунія | вільна боротьба, до 60 кг | 12    |
| Чемпіонат світу з боротьби 2013 | Румунія | вільна боротьба, до 66 кг | 12    |
| Чемпіонат світу з боротьби 2014 | Румунія | вільна боротьба, до 65 кг | 9     |
| Чемпіонат світу з боротьби 2015 | Румунія | вільна боротьба, до 65 кг | 8     |
| Чемпіонат світу з боротьби 2018 | Румунія | вільна боротьба, до 65 кг | 5     |

### Виступи на Чемпіонатах Європи
| Змагання                         | Збірна  | Вагова категорія          | Місце |
| -------------------------------- | ------- | ------------------------- | ----- |
| Чемпіонат Європи з боротьби 2008 | Румунія | вільна боротьба, до 60 кг | 5     |
| Чемпіонат Європи з боротьби 2009 | Румунія | вільна боротьба, до 60 кг | 5     |
| Чемпіонат Європи з боротьби 2010 | Румунія | вільна боротьба, до 60 кг | 14    |
| Чемпіонат Європи з боротьби 2011 | Румунія | вільна боротьба, до 60 кг | 5     |
| Чемпіонат Європи з боротьби 2012 | Румунія | вільна боротьба, до 60 кг | 5     |
| Чемпіонат Європи з боротьби 2014 | Румунія | вільна боротьба, до 65 кг | 8     |
| Чемпіонат Європи з боротьби 2016 | Румунія | вільна боротьба, до 65 кг | 18    |
| Чемпіонат Європи з боротьби 2017 | Румунія | вільна боротьба, до 65 кг | 7     |
| Чемпіонат Європи з боротьби 2018 | Румунія | вільна боротьба, до 70 кг | 14    |
| Чемпіонат Європи з боротьби 2019 | Румунія | вільна боротьба, до 65 кг | 20    |
| Чемпіонат Європи з боротьби 2020 | Румунія | вільна боротьба, до 65 кг | 9     |

### Виступи на Європейських іграх
| Змагання | Збірна | Вагова категорія | Місце | Європейські ігри 2015 | Румунія | вільна боротьба, до 65 кг | 5 |

### Виступи на Кубках світу
| Змагання                    | Збірна  | Вагова категорія          | Місце |
| --------------------------- | ------- | ------------------------- | ----- |
| Кубок світу з боротьби 2020 | Румунія | вільна боротьба, до 70 кг | 13    |

### Виступи на інших змаганнях
| Змагання                                                         | Збірна  | Вагова категорія          | Місце  |
| ---------------------------------------------------------------- | ------- | ------------------------- | ------ |
| Гран-прі Німеччини з боротьби 2007                               | Румунія | вільна боротьба, до 60 кг | 14     |
| Олімпійський кваліфікаційний турнір з боротьби 2008 (Мартіні)    | Румунія | вільна боротьба, до 60 кг | 12     |
| Олімпійський кваліфікаційний турнір з боротьби 2008 (Варшава)    | Румунія | вільна боротьба, до 60 кг | 9      |
| Турнір Дана Колова — Николи Петрова 2010                         | Румунія | вільна боротьба, до 60 кг | Бронза |
| Гран-прі Німеччини з боротьби 2010                               | Румунія | вільна боротьба, до 66 кг | 14     |
| Турнір Дана Колова — Николи Петрова 2011                         | Румунія | вільна боротьба, до 60 кг | Золото |
| Турнір міста Сассарі 2011                                        | Румунія | вільна боротьба, до 66 кг | Золото |
| Гран-прі Іспанії з боротьби 2011                                 | Румунія | вільна боротьба, до 66 кг | Срібло |
| Меморіал Іона Корнеану 2011                                      | Румунія | вільна боротьба, до 60 кг | Золото |
| Турнір Дана Колова — Николи Петрова 2012                         | Румунія | вільна боротьба, до 66 кг | Золото |
| Олімпійський кваліфікаційний турнір з боротьби 2012 (Гельсінкі)  | Румунія | вільна боротьба, до 66 кг | 14     |
| Літня Універсіада 2013                                           | Румунія | вільна боротьба, до 66 кг | 11     |
| Кубок Тахті 2014                                                 | Румунія | вільна боротьба, до 65 кг | 10     |
| Турнір Дана Колова — Николи Петрова 2014                         | Румунія | вільна боротьба, до 65 кг | Бронза |
| Гран-прі Німеччини з боротьби 2014                               | Румунія | вільна боротьба, до 65 кг | Бронза |
| Чемпіонат світу з боротьби серед студентів 2014                  | Румунія | вільна боротьба, до 65 кг | Срібло |
| Турнір Яшара Догу 2015                                           | Румунія | вільна боротьба, до 65 кг | 22     |
| Турнір Дана Колова — Николи Петрова 2015                         | Румунія | вільна боротьба, до 65 кг | 9      |
| Меморіал Вацлава Циолковського 2015                              | Румунія | вільна боротьба, до 65 кг | Срібло |
| Henri Deglane Challenge 2015                                     | Румунія | вільна боротьба, до 65 кг | Срібло |
| Турнір Яшара Догу 2016                                           | Румунія | вільна боротьба, до 65 кг | Бронза |
| Олімпійський кваліфікаційний турнір з боротьби 2016 (Зренянин)   | Румунія | вільна боротьба, до 65 кг | 10     |
| Олімпійський кваліфікаційний турнір з боротьби 2016 (Улан-Батор) | Румунія | вільна боротьба, до 65 кг | 14     |
| Олімпійський кваліфікаційний турнір з боротьби 2016 (Стамбул)    | Румунія | вільна боротьба, до 65 кг | 5      |
| Чемпіонат світу з боротьби серед військовослужбовців 2016        | Румунія | вільна боротьба, до 70 кг | 7      |
| Кубок Європейських націй з боротьби 2016                         | Румунія | команда                   | 6      |
| Київський Міжнародний турнір з боротьби 2017                     | Румунія | вільна боротьба, до 65 кг | Золото |
| Турнір Дана Колова — Николи Петрова 2017                         | Румунія | вільна боротьба, до 65 кг | 7      |
| Чемпіонат світу з боротьби серед військовослужбовців 2017        | Румунія | вільна боротьба, до 65 кг | Срібло |
| Henri Deglane Challenge 2017                                     | Румунія | вільна боротьба, до 65 кг | Золото |
| Київський Міжнародний турнір з боротьби 2018                     | Румунія | вільна боротьба, до 70 кг | Бронза |
| Турнір Дана Колова — Николи Петрова 2018                         | Румунія | вільна боротьба, до 70 кг | 7      |
| Відкритий чемпіонат Польщі з боротьби 2018                       | Румунія | вільна боротьба, до 65 кг | 7      |
| Henri Deglane Challenge 2019                                     | Румунія | вільна боротьба, до 65 кг | Бронза |
| Меморіал Іона Корнеану і Ладислава Сімона 2019                   | Румунія | вільна боротьба, до 65 кг | 9      |
| Турнір Олександра Медведя 2019                                   | Румунія | вільна боротьба, до 65 кг | 9      |
| Всесвітні ігри військовослужбовців 2019                          | Румунія | вільна боротьба, до 65 кг | 10     |
| Гран-прі Франції Анрі Деглана 2020                               | Румунія | вільна боротьба, до 65 кг | Бронза |
| Чемпіонат Румунії з боротьби 2020                                | Румунія | вільна боротьба, до 70 кг | Золото |
| Гран-прі Франції Анрі Деглана 2021                               | Румунія | вільна боротьба, до 70 кг | Бронза |
| Олімпійський кваліфікаційний турнір з боротьби 2020 (Будапешт)   | Румунія | вільна боротьба, до 65 кг | 10     |

### Виступи на змаганнях молодших вікових груп
| Змагання                                       | Збірна  | Вагова категорія          | Місце  |
| ---------------------------------------------- | ------- | ------------------------- | ------ |
| Чемпіонат Європи з боротьби серед кадетів 2003 | Румунія | вільна боротьба, до 54 кг | Срібло |
| Чемпіонат Європи з боротьби серед юніорів 2004 | Румунія | вільна боротьба, до 55 кг | 8      |
| Чемпіонат світу з боротьби серед юніорів 2005  | Румунія | вільна боротьба, до 60 кг | 5      |
| Чемпіонат Європи з боротьби серед юніорів 2005 | Румунія | вільна боротьба, до 60 кг | 5      |
| Чемпіонат Європи з боротьби серед юніорів 2006 | Румунія | вільна боротьба, до 60 кг | Бронза |
| Чемпіонат світу з боротьби серед юніорів 2006  | Румунія | вільна боротьба, до 60 кг | 16     |